# لاریسا پیمنتا
لاریسا پیمنتا (پرتغالی: Larissa Pimenta; ۱ مارس ۱۹۹۹) جودوکار زن اهل برزیل بود.